# Епархия Гамильтона (Бермуды)
Епархия Гамильтона (лат. Dioecesis Hamiltonensis in Bermuda) — епархия Римско-Католической церкви с центром в городе Гамильтон, Бермудские острова. Епархия Гамильтона входит в митрополию Нассау. Кафедральным собором епархии Нассау является церковь святой Терезы Младенца Иисуса.

## История
19 февраля 1953 года Римский папа Пий XII выпустил буллу «Quo spiritualibus», которой учредил апостольскую префектуру Бермудских островов, выделив её из архиепархии Галифакса.
28 января 1956 года Римский папа Пий XII выпустил буллу «Etsi curae», которой преобразовал апостольскую префектуру Бермудских островов в апостольский викариат.
12 июня 1967 года Римский папа Павел VI выпустил буллу «Sanctissimae Christi», которой преобразовал апостольский викариат Бермудских островов в епархию.
Епархия Гамильтона входит в Конференцию католических епископов Антильских островов.

## Ординарии епархии
- епископ Robert Stephen Dehler C.R.[1] (7.05.1954 — 26.08.1966);
- епископ Bernard James Murphy C.R. (12.06.1967 — 22.05.1974);
- епископ Brian Leo John Hennessy C.R. (28.02.1975 — 1.06.1995);
- епископ Robert Joseph Kurtz C.R. (1.06.1995 — по настоящее время).

## Источник
- Annuario Pontificio, Libreria Editrice Vaticana, Città del Vaticano, 2003, ISBN 88-209-7422-3
- Булла Quo spiritualibus, AAS 45 (1953), стр. 556  (лат.)
- Булла Etsi curae, AAS 48 (1956), стр. 373  (лат.)
- Булла Sanctissimae Christi  (лат.)